# تصنيف العملاء المحتملين
تصنيف العملاء المحتملين هو طريقة لتعيين نقاط لكل عميل محتمل تصادفه. ويتم تعيين النقاط بناءً على معايير معينة تضعها أنت — وهي تلك الصفات التي حددت أنها الأكثر ارتباطًا بعملاء محتملين. وكلما زادت النقاط، زادت احتمالية أن يكون هذا العميل المحتمل هو الهدف المناسب للمشاركة في عملية الشراء، وينبغي حينئذٍ توجيههم إلى المبيعات.
تتضمن نماذج تصنيف العملاء المحتملين الأكثر دقةً كلاً من المعلومات الصريحة والضمنية. وتعتمد الدرجات الصريحة على المعلومات المقدمة من العميل المحتمل أو عنه، على سبيل المثال - حجم الشركة، أو قطاع الصناعة، أو المسمى الوظيفي، أو الموقع الجغرافي. وتأتي الدرجات الضمنية من متابعة سلوك العميل المحتمل؛ ومن أمثلة ذلك زيارات المواقع الإلكترونية أو تحميل المستندات التقنية أو مرات فتح البريد الإلكتروني وعدد النقرات في موقع معين.
أظهرت الأبحاث أن البيانات الصريحة التي يقدمها العميل ذاته من الممكن أن تتضخم بشكل زائد أو يساء تقديرها في بعض الأحيان، ولكن الأفعال لا تكذب قط، لذا فإن المزج بين كليهما (الصريح والضمني) يوفر أفضل المعايير التي ينبغي التصنيف على أساسها.[بحاجة لمصدر]